# Mełno (powiat brodnicki)
Mełno – wieś w Polsce położona w województwie kujawsko-pomorskim, w powiecie brodnickim, w gminie Świedziebnia.

## Podział administracyjny
W latach 1975–1998 miejscowość należała administracyjnie do województwa toruńskiego.

## Demografia
Według Narodowego Spisu Powszechnego (III 2011 r.) liczyło 155 mieszkańców. Jest piętnastą co do wielkości miejscowością gminy Świedziebnia.